# Béla (kráter)

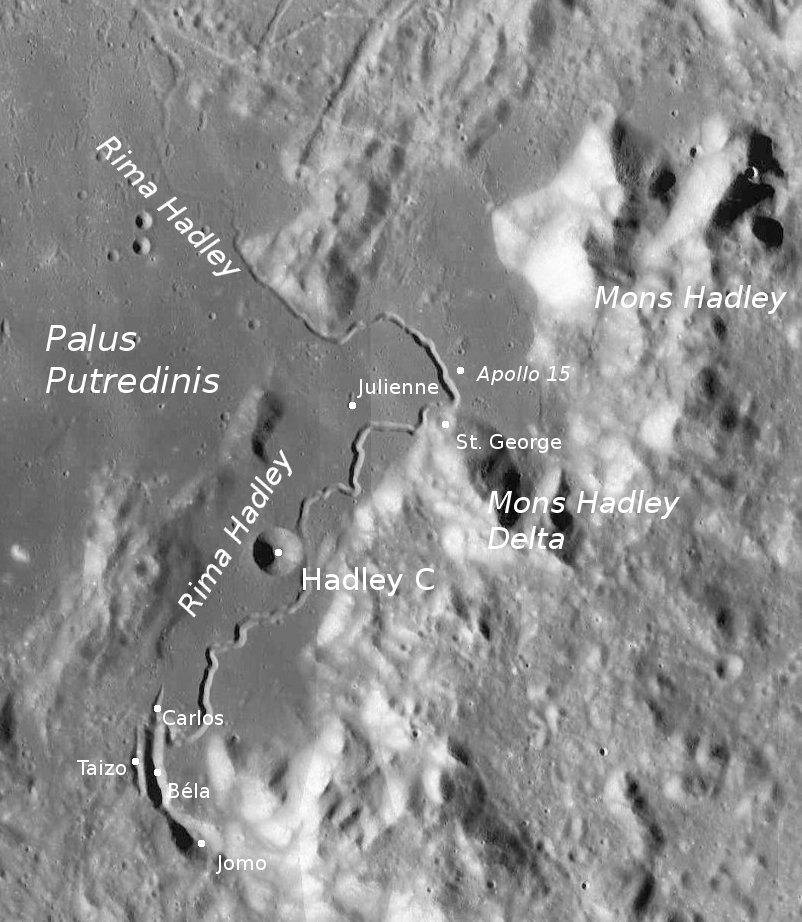
Poloha kráteru Béla.

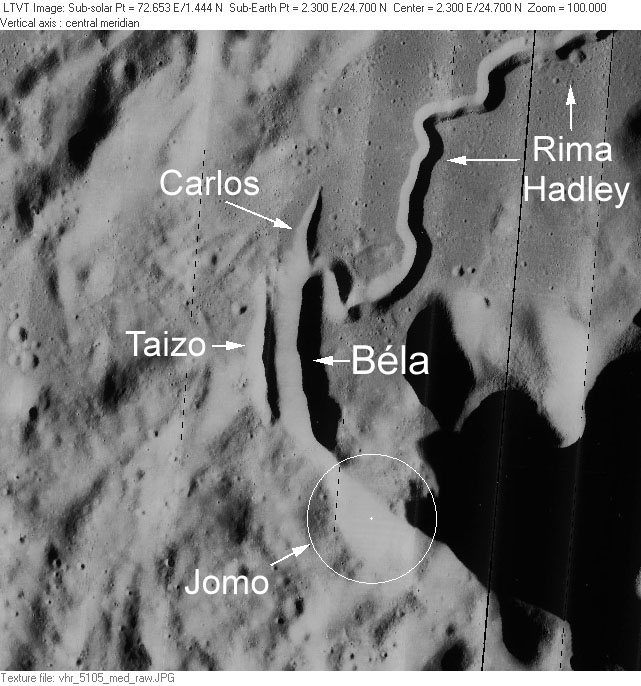
Poloha kráteru Béla a dalších.

Béla je protáhlý lunární kráter či rozsedlina nacházející se na přivrácené straně Měsíce na úpatí pohoří Montes Apeninnus (Apeniny). Jeho rozměry jsou 11×2 km, pojmenován byl v roce 1976 podle maďarského mužského jména (Béla) a slovanského ženského jména (Běla).
V těsné blízkosti leží další malé krátery Taizo, Jomo a Carlos. U této čtveřice netypických kráterů (počítaje i Bélu) začíná měsíční brázda Rima Hadley, která se vine po úpatí k hoře Mons Hadley Delta a pak se stáčí na severovýchod do bažiny Palus Putredinis (Bažina hniloby).